# Germanistică
Germanistica este o disciplină lingvistică și filologică. Ea studiază limbile germanice. Germaniștii au ca obiect de studiu germanistica sau limbile germanice.

### Cărți
- Atlas Deutsche Sprache [CD-ROM]. Berlin: Directmedia Publishing. 2004.
- Hartweg, Frédéric G.: Frühneuhochdeutsch: eine Einführung in die deutsche Sprache des Spätmittelalters und der frühen Neuzeit. Tübingen: Niemeyer. 2005.
- Die Deutschen Klassiker (CD-ROM).
- Burger, Harald: Sprache der Massenmedien. Berlin: Walter de Gruyter. 1984.
- Ernst, Peter: Germanistische Sprachwissenschaft. Wien: WUV. 2004.
- Hickethier, Knut: Film- und Fernsehanalyse. Stuttgart, Weimar. 1993.
- Hickethier, Knut (ed.): Aspekte der Fernsehanalyse. Methoden und Modelle. Hamburg: Lit Verlag. 1994.
- Kanzog, Klaus: "Einführung in die Filmphilologie". Munich. 1997.
- Muckenhaupt, Manfred: Text und Bild. Grundfragen der Beschreibung von Text-Bild-Kommunikation aus sprachwissenschaftlicher Sicht. Tübingen: Gunter Narr Verlag. 1986.
- Prokop, Dieter: Medienproduktanalyse. Zugänge - Verfahren - Kritik. Tübingen: Gunter Narr Verlag.
- Beutin, Wolfgang: Deutsche Literaturgeschichte: von den Anfängen bis zur Gegenwart. Stuttgart: Metzler. 1992.
- Fohrmann, Jürgen Fohrmann and Wilhelm Voßkamp (eds.):  Wissenschaftsgeschichte der Germanistik im 19. Jahrhundert. 1994.
- Marven, Lyn: Body and narrative in contemporary literatures in German : Herta Müller, Libuse Moníková, and Kerstin Hensel. 2005.
- Shitanda, So: "Zur Vorgeschichte und Entstehung der deutschen Philologie im 19. Jh.: Karl Lachmann und die Brüder Grimm," in Literarische Problematisierung der Moderne, ed. by Teruaki Takahashi. 1992.
- Bogdal, Klaus-Michael, Kauffmann, Kai, and Mein, Georg (unter Mitarbeit von Meinolf Schumacher und Johannes Volmert): BA-Studium Germanistik. Ein Lehrbuch, Reinbek bei Hamburg: Rowohlt 2008 ISBN 978-3-499-55682-1

### Publicații periodice
- The Journal of English and Germanic Philology
- Journal of Germanic Linguistics
- German Studies Review
- Muttersprache
- New German Critique
- Neues Curriculum
- New German Review
- Zeitschrift für deutsche Philologie
- Zeitschrift für Germanistik